# Климат Перу

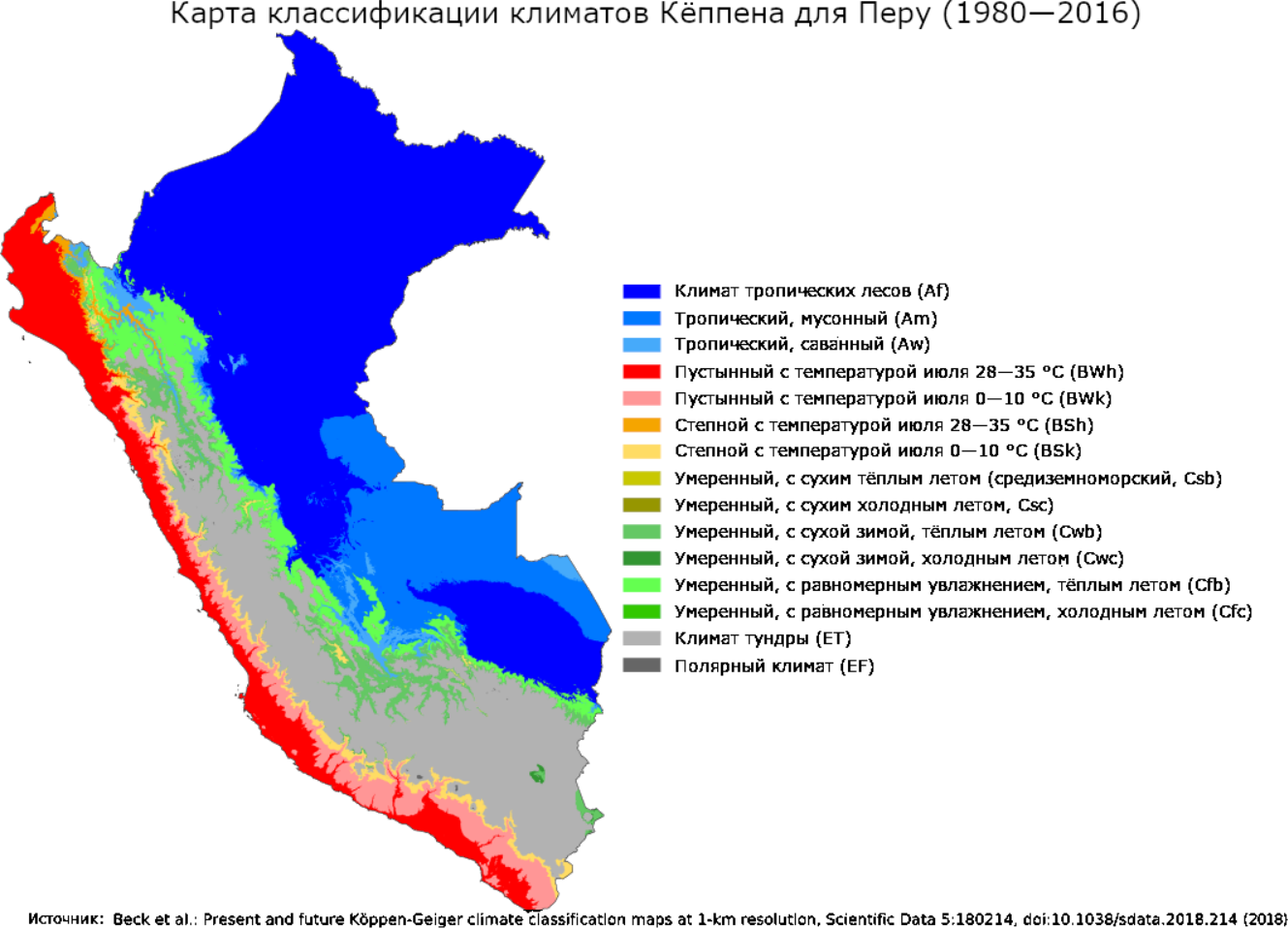
Карта климатов Кёппена в Перу

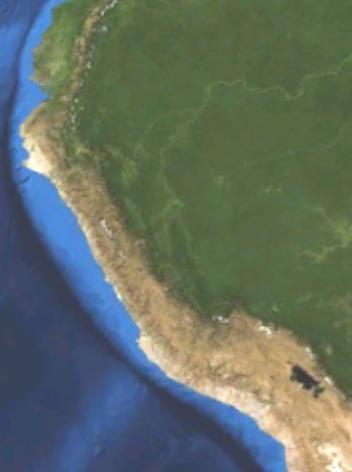
Спутниковая фотография Перу. Климат и высота определяют разнообразие экосистем

Климат Перу чрезвычайно разнообразен и зависит от ландшафта той или иной местности. В связи со сложным рельефом в Перу наблюдается 28 из 32 существующих типов климата и микроклимата. Такое разнообразие обусловлено главным образом влиянием Андского хребта и холодным течением Гумбольдта.
Климат на побережье (Коста) — засушливый и полузасушливый, с высокими температурами и очень небольшим количеством осадков. В Андах (Сьерра) наблюдается прохладный и холодный климат с дождливым летом и очень сухой зимой. На восточных низменностях преобладает экваториальный климат с жаркой погодой и дождями в течение всего года. Таким образом, пустынное побережье, высокогорья Сьерры и лесистые пространства Амазонской низменности и восточных склонов Анд (Сельва) представляют собой климатические области, резко отличающиеся друг от друга.
Климат в районе Косты и западных склонов Анд пустынный, почти без осадков. Среднемесячные температуры на побережье от 15 °С до 25 °С. В Сьерре климат высокогорный, летом влажный, субэкваториальный на севере (осадков до 1000 мм в год) и тропический на юге (осадков 700—800 мм). Среднемесячные температуры на плоскогорьях от 12 °С до 16 °С на севере и от 5 °С до 9 °С на юге, очень велики (до 20 °С) суточные колебания. На восточных склонах Анд и в Сельве климат экваториальный постоянно влажный. Температуры на равнине высокие в течение всего года (от 24 °С до 27 °С), осадков до 3000 мм в год.

## Факторы, влияющие на климат Перу
На климат тихоокеанского побережья, как и всех западных окраин материков в тропическом поясе, сильнейшее воздействие оказывает восточная периферия субтропического антициклона со свойственными ей южными и юго-восточными ветрами. Засушливость западного побережья в Южной Америке выражена наиболее ярко и на значительном протяжении. Это объясняется особенностями рельефа южноамериканского запада и наличием мощного холодного течения у берегов. Высокая стена Анд совершенно изолирует западное побережье от воздействия воздушных масс Атлантики. Простирание Андских хребтов в направлении, параллельном путям тихоокеанских пассатов, не способствует конденсации влаги на их склонах. Холодное Перуанское течение создаёт постоянную температурную инверсию воздушных масс. Холодный плотный воздух нижних слоёв атмосферы не в состоянии подняться вверх и достичь уровня конденсации.

### Низкие широты

Географическое расположение Перу

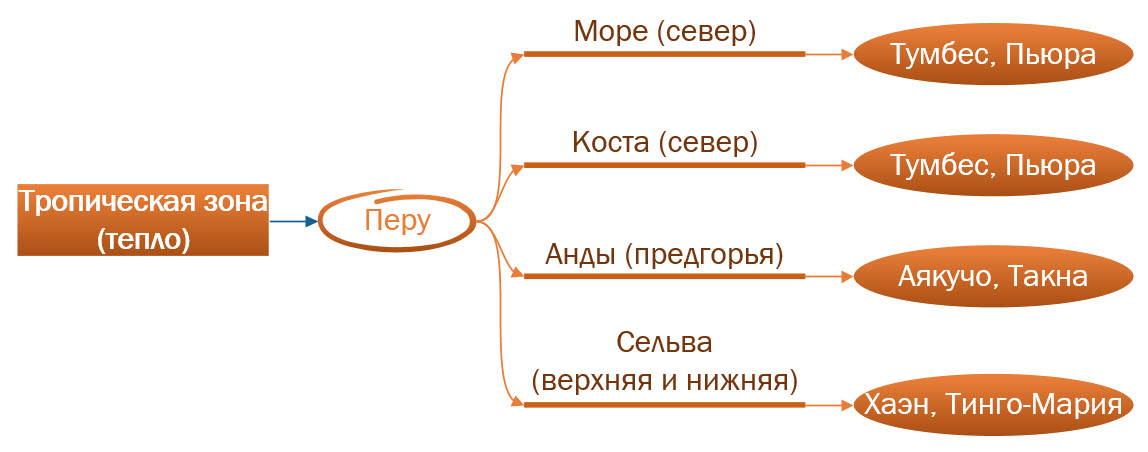
Влияние тропического расположения на климат Перу

Перу — тропическая страна, расположенная рядом с экватором (в низких широтах). Такое расположение в основном влияет на тёплый и влажный климат Амазонки, но также объясняет, почему в Андском регионе есть зоны с высокой температурой, такие как Аякучо или Такна. Близость к экватору также влияет на тёплый климат северного побережья, а также на высокие температуры моря в его северной части и вдали от побережья.

### Высота Андского хребта

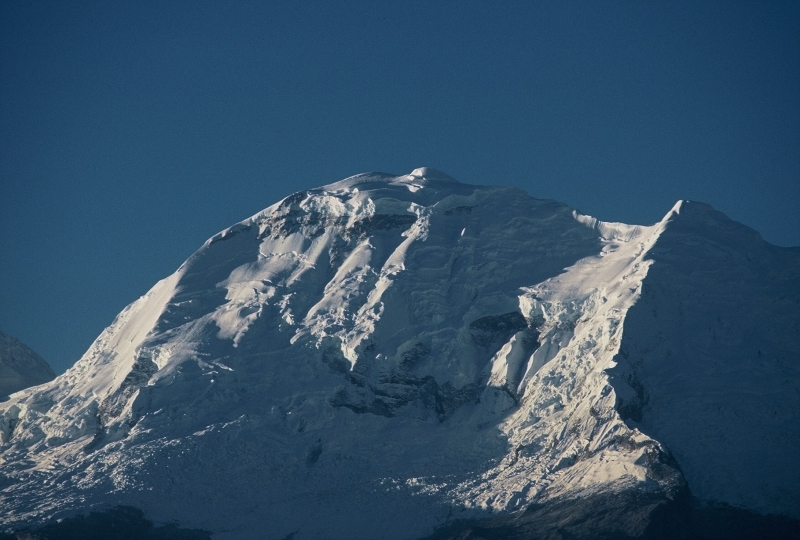
Заснеженные вершины Анд в Перу

Поскольку рельеф Перу представляет собой пересечённую местность, можно наблюдать различные климатические условия по мере увеличения высоты — от умеренных зон в Кахамарке до холода в Пуно и Хунине.
Высота Андского горного хребта влияет главным образом на климатическое разнообразие Андского региона, но также влияет на засушливость побережья, препятствуя прохождению дождей с востока (из Сельвы). Иногда на озере Титикака образуются смерчи. Аналогичные явления иногда происходят и на Центральноандийском нагорье. Например, смерч был зарегистрирован 10 мая 2018 года в Ла-Ринконада, регион Пуно, на высоте около 5000 метров над уровнем моря. Смерчи также регистрировались в Араси (Пуно), в 2009 году, и в других местах нагорья.
Из-за низкой широтности во всём Перу должен был бы быть только тропический климат с высокими температурами, но в зоне Анд из-за влияния высоты Андского хребта ситуация меняется. Это климатическое разнообразие также влияет на экологическое и биологическое разнообразие Перу.

### Морские течения
В северной части страны тёплое течение Эль-Ниньо повышает температуру моря и влияет на тёплый и дождливый климат северного побережья.
У центрального и южного побережья холодное течение Гумбольдта в результате процесса апвеллинга охлаждает прибрежные воды, и влияет на засушливый климат центрального и южного побережья.
Дожди, которые образуются на северном побережье, возникают вследствие высокой температуры моря в этом районе, тропического местоположения страны и течения Эль-Ниньо. С другой стороны, отсутствие осадков на южном и центральном побережье связано с холодностью моря, вызванной апвеллингом перуанского течения.
Прибрежная засушливость (отсутствие дождей на побережье) является следствием холодных течений и высоты Андского хребта. Морской холод уменьшает количество осадков, а горная цепь Анд препятствует проникновению влаги с востока. Вследствие этого климатического условия образуются пустыни (районы редкой растительности).

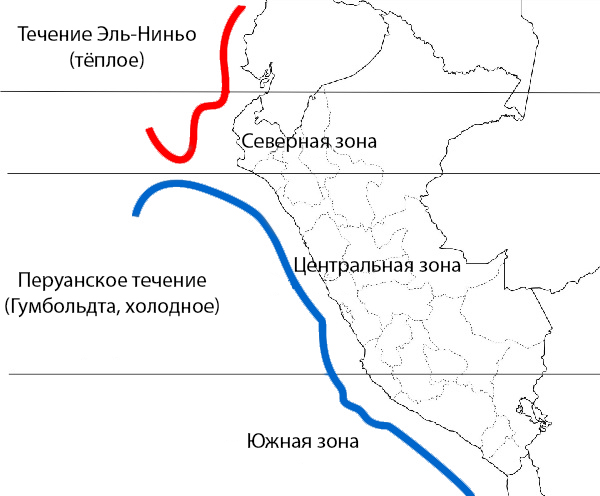
Морские течения у берегов Перу

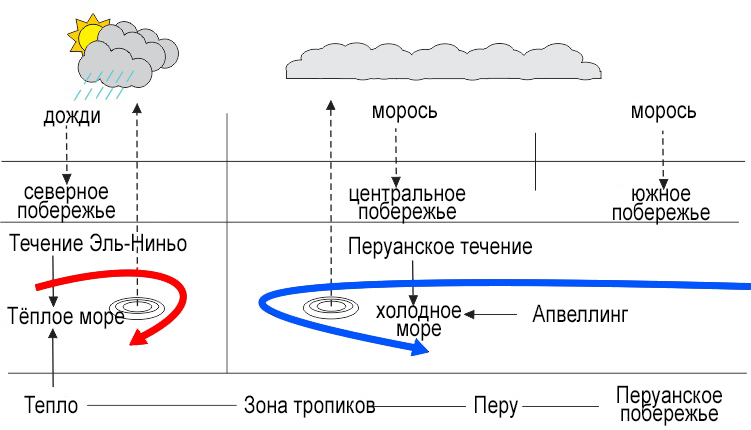
Влияние морских течений на климат побережья Перу

## Официально принятая классификация климатов Перу
Климатическая классификация Перу, используемая в этой статье, основана на климатической классификации, разработанной Национальным управлением по оценке природных ресурсов (исп. La Oficina Nacional de Evaluación de Recursos Naturales, ONERN) Министерства окружающей среды Перу. Существуют и другие классификации, такие как классификация климатов Кёппена, классификация климатов Алисова и другие.
| Регион | Субрегион     | Высота над уровнем моря, м | Климат                       | Среднегодовая температура, °C | Среднегодовое количество осадков, мм |
| ------ | ------------- | -------------------------- | ---------------------------- | ----------------------------- | ------------------------------------ |
| Коста  | Север         | 0—1000                     | Полутропический              | 24                            | 200                                  |
| Коста  | Центр и Юг    | 0—1000                     | Субтропический               | 18                            | 150                                  |
| Анды   | Юнгас — Кечуа | 1000—3000                  | Умеренно влажный             | 20                            | 500                                  |
| Анды   | Кечуа — Суни  | 3000—4000                  | Субарктический               | 12                            | 700                                  |
| Анды   | Суни — Пуна   | 4000—5000                  | Холодный тундровый           | 6                             | 700                                  |
| Анды   | Ханка         | 5000—6768                  | Арктический                  | 0                             | —                                    |
| Сельва | Баха          | 80—600                     | Тропический влажный          | 25                            | 2000                                 |
| Сельва | Альта         | 600—1000                   | Субтропический очень влажный | 22                            | 5000                                 |

## Тихоокеанское побережье (Коста)
Климат побережья колеблется от теплого полупустынного (к северу от 10° ю. ш., очень близко к экватору) до климата, который немного похож на средиземноморский (Csb), но с важным отличием: зима, хоть и является облачной и прохладной, не имеет достаточного количества осадков, чтобы климат считался умеренным, субтропическим и континентальным (климат Кёппена С).
Климат побережья в основном определяется влиянием холодного течения Гумбольдта, которое проходит параллельно перуанскому побережью, блокируя возможность выпадения осадков из океана. Если бы это течение было теплым, то присутствие Анд было бы достаточным для большого количества орографических осадков, например, зарегистрированных в верхней северной и южной части южноамериканских прибрежных Анд. Воды течения Гумбольдта медленно, со скоростью около 1 км в час, движутся с юга на север вдоль берегов Чили и Перу. Ширина течения у берегов Перу — от 300 до 400 км зимой и от 130 до 160 км в летние месяцы. У берегов центральной части Косты температура его воды на 8° ниже температуры воды океана за пределами течения и составляет в районе Уармей (10° ю. ш.) 17,4° зимой и 21,4° летом. Воды течения отличаются от голубых вод Тихого океана не только температурой, но и своей оливково-зелёной или желтовато-зелёной окраской, которую придаёт им диатомовый планктон.
Количество осадков в Косте ничтожно в течение всего года, и лишь на севере осадки выпадают регулярно и количество их во много раз больше, чем в других частях Косты. Департамент Тумбес, вблизи границы с Эквадором, получает около 250 мм осадков в год, а Лима лишь 37,4 мм.
Перуанское течение заметно снижает температуры на побережье. Среднегодовые температуры Косты значительно отличаются от температур атлантического побережья на равных широтах. Например, средняя годовая температура в Лиме равна 19,3°, а в Салвадоре на побережье Бразилии — 24,8°. На юге страны, в Мольендо, средняя температура августа (самый холодный месяц) равна 15,2°, а средняя температура самого тёплого месяца составляет 21°. На крайнем севере страны средние температуры приблизительно на 8° выше. В Пьюре средняя температура самого холодного месяца 23,0°, а самого тёплого — 28,4°.
Хотя сезонные колебания температур в Косте невелики, однако зима здесь заметно отличается от лета. Зимой небо почти всё время затянуто облаками, часто образуются густые туманы — гаруа. Это чрезвычайно характерное явление для перуанского побережья. Гаруа, осаждаясь в виде мельчайшей мороси, заметно увлажняет почву, и на безжизненных участках появляется густой покров быстрорастущих трав и эфемеров. Полоса облаков на побережье неширока; чтобы увидеть голубое небо и солнце, в некоторые зимние дни достаточно отъехать от Лимы на 20 км вглубь страны. Облачность зимой наиболее густа в центральной части Косты, солнца здесь не видно в течение нескольких месяцев; на юге и на севере она не столь интенсивна. Море зимой менее спокойно и в это время сюда докатываются отголоски бурь, свирепствующих в других районах Тихого океана, но сильных штормов здесь не бывает.
Приближение лета знаменуется уменьшением облачности и некоторым повышением температуры. В конце декабря облака исчезают совсем, и в Косте, за исключением её северной части, наступают сухие жаркие дни. На севере в это время начинается период дождей. Летом в оазисах Косты благодаря сильной солнечной радиации быстро созревает хлопчатник и сахарный тростник. Однако в более глубоких и узких речных долинах созревание сельскохозяйственных культур несколько замедляется, так как тени от крутых склонов лежат на полях значительную часть дня. Самый жаркий месяц в Косте — февраль, в Лиме средняя температура февраля составляет 23,5°. Средняя температура самого холодного месяца — июля — в Лиме 16,1°. К концу лета, в апреле, небо постепенно заволакивается облаками, становится прохладнее и время от времени появляются туманы. Туманы случаются и в другие летние месяцы, особенно в декабре и январе, когда они густой пеленой окутывают сушу и поверхность океана, затрудняя судоходство и являясь иногда причиной столкновения судов.

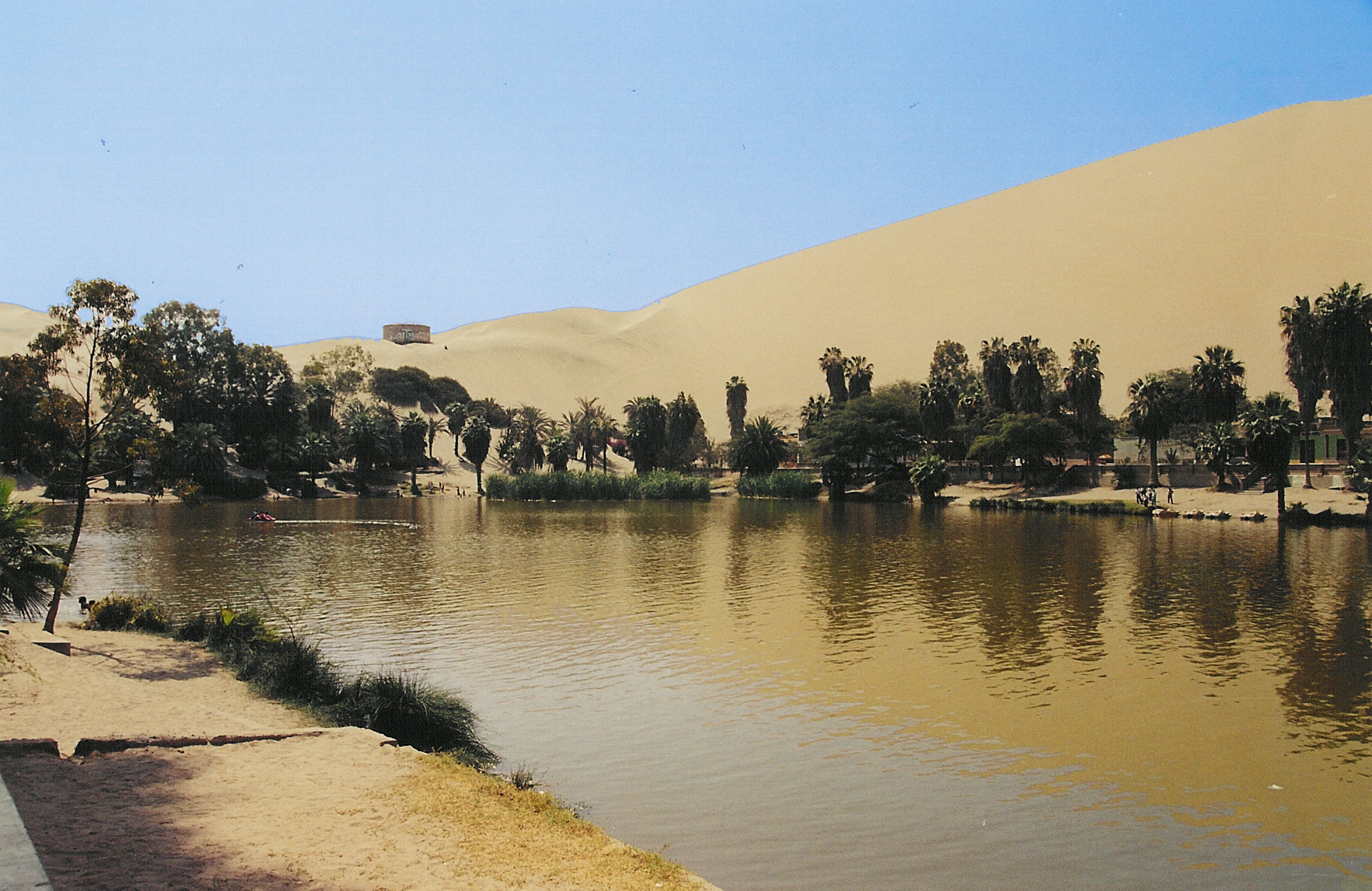
Вид на оазис Уакачина

### Северное побережье

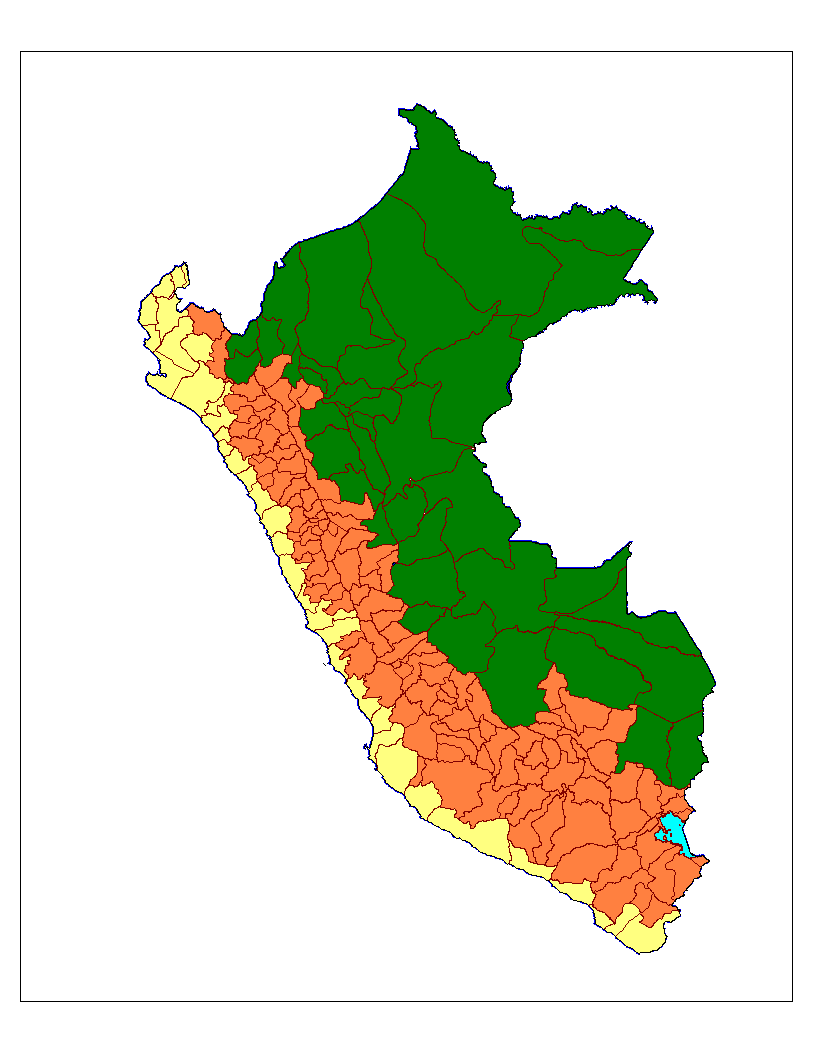
Карта провинций Перу по климату: прибрежные (светло-желтые), горные (оранжевые), джунгли (тёмно-зеленые)

Экстремальные температуры северного побережья (3° ю. ш. — 6° ю. ш.) колеблются от 30 до 38 °С. Лето характеризуется жаркими и солнечными днями, с редкими послеобеденными и ночными лёгкими дождями. Чем дальше на север, тем менее засушливым становится климат, так как течение Гумбольдта становится менее холодным, когда приближается к экватору. Таким образом, регион Тумбес, граничащий с экватором, является единственным прибрежным регионом с регулярными сезонными осадками.
Относительно большое количество осадков на севере связано с проникновением сюда в зимние месяцы экваториальных воздушных масс, воздействие которых усиливается поверхностным тёплым течением Эль-Ниньо. Оно возникает в заливе Гуаякиль, обычно незадолго до Рождества, и движется с небольшой скоростью к югу, исчезая на широте города Пайта (около 5° ю. ш.). Эль-Ниньо уничтожает температурную инверсию, вызывает подъём тёплых влажных воздушных масс до уровня конденсации влаги и, как следствие, короткие ливни.
Летние осадки редко превышают 200 мм, за исключением явлений, связанных с Эль-Ниньо. В это время количество осадков может достигать 4000 мм, особенно на побережье Перу. Это случается в годы, когда нарушается обычная воздушная циркуляция, ослабевает юго-восточный пассат, а в результате этого и воздействие Перуанского течения. Погода резко, хотя и ненадолго, изменяется по всей Косте, а иногда даже и в чилийской пустыне Атакама. Начинаются проливные дожди, настолько сильные, что реки превращаются в бурные потоки; они разрушают мосты и дороги, оросительные системы и сёла, заносят поля песком и мелкими камнями.
Регионы Тумбес и Пьюра являются самыми горячими. Зима характеризуется тёплыми и комфортными условиями и отсутствием осадков.
Климат: аридный (засушливый) тропический (BWh). Дожди — преимущественно в зимний период (январь — апрель). Травянистая растительность, рожковое дерево.
| Регионы        | Среднегодовая температура | Среднегодовые осадки |
| -------------- | ------------------------- | -------------------- |
| Тумбес и Пьюра | 24 °C                     | 200 мм               |

Климатограмма
| Показатель                                                             | Янв. | Фев. | Март | Апр. | Май  | Июнь | Июль | Авг. | Сен. | Окт. | Нояб. | Дек. | Год  |
| ---------------------------------------------------------------------- | ---- | ---- | ---- | ---- | ---- | ---- | ---- | ---- | ---- | ---- | ----- | ---- | ---- |
| Абсолютный максимум, °C                                                | 41   | 42   | 43   | 39,5 | 35   | 33,1 | 32,2 | 33   | 34   | 33,2 | 35,2  | 39   | 43   |
| Средний суточный максимум, °C                                          | 32,9 | 33,6 | 33,1 | 32,9 | 31,4 | 29,4 | 28,3 | 28,6 | 29,5 | 30,2 | 30,7  | 32,2 | 31,1 |
| Средняя температура, °C                                                | 26,6 | 27,4 | 27,0 | 26,6 | 25,4 | 23,3 | 22,4 | 22,4 | 23,1 | 23,7 | 24,1  | 25,6 | 24,8 |
| Средний суточный минимум, °C                                           | 20,4 | 21,2 | 21,0 | 20,3 | 19,4 | 17,3 | 16,5 | 16,2 | 16,8 | 17,2 | 17,5  | 19,0 | 18,6 |
| Абсолютный минимум, °C                                                 | 12,3 | 13   | 17,3 | 15,4 | 14   | 10   | 11,4 | 11   | 12   | 12   | 13    | 14   | 10   |
| Норма осадков, мм                                                      | 17   | 49   | 95   | 33   | 2    | 0    | 0    | 0    | 0    | 1    | 2     | 2    | 201  |
| Источник: Climate-data.org (http://es.climate-data.org/location/31890) |      |      |      |      |      |      |      |      |      |      |       |      |      |

### Центральное и южное побережье
На центральном и южном побережье (к югу от 6° ю. ш.) температура колеблется от 8 до 30 °C, а количество осадков невелико; годовое количество осадков составляет 150 мм/год. Лето характеризуется теплой, влажной и солнечной погодой с минимальной температурой между 20 и 22 °C и максимальной между 24 и 29 °C. Температуры выше 29 °C обычно наблюдаются менее 12 дней в году, за исключением пустынь региона Ика, где летние максимумы иногда могут достигать 35 °C. Летом выпадает небольшое количество осадков или их вообще нет. Очень редкие осадки образуются в результате остатков Андской конвекции и выпадают ночью. Летние осадки в целом составляют менее 10 мм.
Зима характеризуется пасмурными, прохладными и влажными условиями, которые сохраняют дневную температуру прохладной. Строго по побережью и в нескольких километрах вглубь страны, зимой образуется почти постоянный слой тумана — гаруа, особого тумана, характерного для прибрежных Перу и Чили. В тех районах, которые расположены прямо у океана, так называемый «сезон дождей» развивается к концу мая и заканчивается к середине октября. Осадки выпадают в виде ночного утреннего моросящего дождя, а количество сезонных осадков варьируется от 10 до 150 мм. Зимние осадки способствуют развитию растительности на отдельных прибрежных горных хребтах, известных как «Ломас». Пустыня зеленеет в период с июля по начало ноября.
Температура колеблется в пределах от 14 до 18 °C ночью и от 19 до 21 °C в течение дня. Зимние максимумы колеблются между 15 и 21 °C, а минимумы — между 8 и 15 °C. В период с июля по сентябрь не редкостью являются несколько недель облачного неба и максимумов ниже 19 °C .
Среднегодовые показатели в некоторых населённых пунктах:
- Лима (центр); 30 м над уровнем моря; среднегодовая температура 19,2 °C; среднегодовая норма осадков 15 мм; климат типа BWh (субтропическая пустыня, но от холодного течения Гумбольдта образуется туман).
- Национальный Заповедник Лачай[англ.] в провинции Уараль (Лима) — уникальная экосистема тумана.

Климат: аридный (засушливый) субтропический (BWh). Хорошо выраженные времена года: лето с более высокой температурой, чем зимой. Зимой — мелкие дожди, морось. В некоторых районах климат чрезвычайно сухой из-за близости пустыни Атакама. В засушливых местах и в некоторых частях перуанского побережья возможно возникновение смерчей. На южном побережье часто случаются сильные ветры, которые порождают пылевые бури. Одна из самых больших пылевых бурь, которую было видно из космоса, произошла в 2016 году.
| Регионы          | Среднегодовая температура | Среднегодовые осадки |
| ---------------- | ------------------------- | -------------------- |
| Ламбаеке и Такна | 18 °C                     | 150 mm               |

Климатограмма:
| Показатель                                                              | Янв. | Фев. | Март | Апр. | Май  | Июнь | Июль | Авг. | Сен. | Окт. | Нояб. | Дек. | Год  |
| ----------------------------------------------------------------------- | ---- | ---- | ---- | ---- | ---- | ---- | ---- | ---- | ---- | ---- | ----- | ---- | ---- |
| Абсолютный максимум, °C                                                 | 37   | 38   | 38,8 | 35   | 32   | 31   | 29   | 30   | 32   | 35   | 35    | 36   | 38,8 |
| Средний суточный максимум, °C                                           | 30,7 | 31,3 | 31,3 | 30,4 | 28,3 | 27,1 | 25,3 | 26,5 | 28,3 | 28,9 | 29,8  | 30   | 29   |
| Средняя температура, °C                                                 | 23,7 | 24,5 | 24,1 | 22,6 | 20,2 | 18,2 | 16,6 | 17,9 | 19,2 | 20,2 | 21,1  | 22,4 | 20,9 |
| Средний суточный минимум, °C                                            | 16,8 | 17,8 | 16,9 | 14,8 | 12,2 | 9,3  | 7,9  | 9,3  | 10,1 | 11,5 | 12,4  | 14,9 | 12,8 |
| Абсолютный минимум, °C                                                  | 9    | 11   | 9    | 8    | 6    | 5    | 3    | 4    | 6    | 6    | 7     | 8    | 3    |
| Среднее число дней с осадками                                           | 1    | 1    | 0    | 0    | 0    | 0    | 0    | 0    | 0    | 0    | 0     | 0    | 2    |
| Норма осадков, мм                                                       | 2    | 2    | 0    | 0    | 0    | 0    | 0    | 0    | 0    | 0    | 0     | 0    | 4    |
| Источник: Climate-data.org (http://es.climate-data.org/location/764107) |      |      |      |      |      |      |      |      |      |      |       |      |      |

## Андские высокогорья

Вид на город Пуно

Перуанские Анды (Сьерра) демонстрируют наибольшее разнообразие климата в стране. Температура пропорциональна высоте, варьируясь от умеренной (среднегодовая 18 °C) в низменных долинах до холодной (среднегодовая ниже 0 °C) на больших высотах. Максимальная температура часто устойчива в течение всего года, минимальная изменяется из-за присутствия облаков в сезон дождей, которые помогают сохранить в некоторой степени дневную жару в течение ночи. В отсутствие облаков, ночи гораздо холоднее.
Осадки меняются в разных масштабах и имеют заметную сезонность. Сезон дождей начинается в сентябре, но достигает пиковых значений в период с января по март, тогда как часть года с мая по август характеризуется сильной инсоляцией, очень сухими условиями и холодными ночами и утрами, что является почти полной противоположностью с точки зрения инсоляции климату побережья. Наблюдается заметный градиент осадков с юго-запада на северо-восток с самыми сухими условиями (200—500 мм/год) вдоль юго-западных Анд и самыми влажными условиями вдоль восточных склонов (> 1000 мм/год). Некоторые районы, расположенные непосредственно к востоку от Анд, могут получать до 10000 мм осадков в год. Количество осадков также больше на горных хребтах, чем на дне долин, так как большая часть осадков происходит в виде полуденных конвективных штормов. Озера также влияют на распределение и количество осадков. Например, на озере Титикака возникают ночные конвективные штормы, которые вызывают в два раза больше осадков над озером, чем над окружающей местностью. Грозы могут сопровождаться грозовыми облаками, сильными ветрами и градом, особенно в начале сезона дождей и на более высоких высотах. В период с мая по август в сезон дождей выше 5000 м, а иногда и выше 3800 метров над уровнем моря бывает снегопад.
В противоположность сухим западным склонам восточные склоны Анд, обращённые в сторону влажных атлантических воздушных масс, получают обильные осадки и покрыты влажным тропическим лесом. Падение температур с высотой обусловливает климатические изменения в различных высотных поясах андийских склонов. Принято выделять в Андах четыре вертикальные зоны: тьерра кальенте (жаркая) — простирается до высоты 1000—1500 метров, тьерра темпляда (умеренная) — между 1000—1500 и 2000—2800 метров над уровнем моря, тьерра фриа (холодная) — до 3200—3500 метров и тьерра эляда (морозная) — выше 3200—3500 метров. Последние две зоны охватывают не только высокие склоны в восточной части Анд, но и обширные пространства Сьерры. Тьерра кальенте по своим климатическим показателям мало отличается от расположенной далее к востоку Сельвы — жаркой и влажной лесной области. В северной части зоны господствует экваториальный климат с малыми колебаниями температур по сезонам и обилием осадков в течение всего года (более 2000 мм), на юге зимний минимум осадков выражен более отчетливо, но и там увлажнение, за исключением нескольких подветренных долин, настолько велико, что обеспечивает развитие гилеи. В тьерра темпляда несколько холоднее — температуры здесь обычно колеблются в пределах от 18° до 24°, тогда как для тьерра кальенте типичны температуры от 24° до 27°. Но и в этой зоне тепла и влаги (около 2000 мм в год) достаточно для таких теплолюбивых культур, как кофейное дерево, кока и других.

### Умеренно влажный климат (тьерра темпляда)
Дожди летом (январь — май). Кустарниковая растительность и эвкалипты.
| Высота над уровнем моря, м | Экорегионы    | Среднегодовая температура | Среднегодовое количество осадков |
| -------------------------- | ------------- | ------------------------- | -------------------------------- |
| от 1000 до 3000            | Юнгас и Кечуа | Более 20 °C               | Менее 500 мм                     |

Климатограмма:
| Показатель                                                            | Янв. | Фев. | Март | Апр. | Май  | Июнь | Июль | Авг. | Сен. | Окт. | Нояб. | Дек. | Год  |
| --------------------------------------------------------------------- | ---- | ---- | ---- | ---- | ---- | ---- | ---- | ---- | ---- | ---- | ----- | ---- | ---- |
| Средний суточный максимум, °C                                         | 21,1 | 20,2 | 20,3 | 20,2 | 21,0 | 21,1 | 21,1 | 21,0 | 21,0 | 21,0 | 21,2  | 21,1 | 20,9 |
| Средняя температура, °C                                               | 14,2 | 13,4 | 13,5 | 13,4 | 12,7 | 11,8 | 11,9 | 12,3 | 12,8 | 13,6 | 13,3  | 13,4 | 13   |
| Средний суточный минимум, °C                                          | 7,4  | 6,7  | 6,7  | 6,6  | 4,5  | 2,6  | 2,7  | 3,6  | 4,6  | 6,3  | 5,5   | 5,7  | 5,2  |
| Норма осадков, мм                                                     | 98   | 111  | 133  | 91   | 42   | 15   | 8    | 14   | 40   | 92   | 68    | 83   | 795  |
| Источник: Climate-data.org (http://es.climate-data.org/location/3402) |      |      |      |      |      |      |      |      |      |      |       |      |      |

### Субарктический климат (терра фриа)
В зоне терра фриа круглый год держится погода прохладного сырого лета умеренных широт. Максимальная температура не превышает 23°, минимальная равна 13—15°. Годовая сумма осадков около 1800—2000 мм, мелкий моросящий дождь идёт чуть ли не ежедневно, густой туман часто окутывает горные леса. От климата восточных склонов Сьерры сильно отличается климат её внутренних областей, лежащих главным образом в зонах тьерра фриа и тьерра эляда. Внутренние высокогорные области Сьерры получают значительно меньше осадков, чем восточные склоны Анд. В средней части Сьерры количество осадков колеблется в зависимости от экспозиции склонов от 600 до 1000 мм в год, и в западной части от 200 до 600 мм. Если сельское хозяйство восточных склонов часто страдает от избытка влаги, то во многих межандийских долинах ощущается её недостаток. Кроме того, в отличие от восточных склонов во внутренних областях Сьерры зимний минимум осадков выражен более отчётливо. Если на восточных склонах пасмурная, дождливая погода обычное явление и зимой и летом, то в глубине гор преобладают солнечные, сухие дни. Сезонные же колебания температуры здесь, как и на восточных склонах, невелики.
Из всех зон Сьерры перуанские географы считают наиболее благоприятной для обитания человека тьерру фриа. В этой зоне живет подавляющее большинство коренного населения страны — индейцев кечуа, и поэтому в Перу её часто называют зоной кечуа. Средняя температура самого холодного месяца здесь значительно выше нуля. Тепла в тьерра фриа достаточно для зерновых культур, картофеля и многих видов овощей, вместе с тем здесь не бывает столь изнуряющей влажной жары, как в более низких зонах. Тьерра эляда отличается очень суровым климатом. Так, в Серро-де-Паско на высоте 4350 метров над уровнем моря средняя температура самого холодного месяца (июль) составляет только 4,7°, тогда как в Куско, который расположен приблизительно на 1000 метров ниже, она равна 8,3°. Еще больше различия в средних температурах самого теплого месяца (Серро-де-Паско — 6,7°, Куско — 11,4°). Районы выше 4500 метров из-за суровости климата необитаемы, но между 3500 и 4500 м, особенно вблизи большого озера Титикака, которое смягчает климат, хозяйственная деятельность человека становится возможной. Как для тьерры эляда, так и для тьерры фриа характерны незначительные колебания температуры по сезонам. Средние температуры, резко меняющиеся в зависимости от высоты, мало изменяются в зависимости от времени года. Разность температур самого холодного и самого жаркого месяцев в Пуно (3822 м) — 4,5°, в Куско (3380 м) — 3,1°, в Кахамарке (2810 м) — 4°. Но в обеих этих зонах наблюдается большая разница между дневными и ночными температурами.
В тьерра фриа, например, днём температура может подняться до 25°, а к концу ночи опуститься до нуля. Утренние заморозки иногда губят посевы. Летняя половина года в горах отличается от зимы не столько разницей в температурах, сколько количеством осадков. Максимум осадков приходится на летние месяцы, особенно дождливы февраль и март. Количество осадков сильно зависит от экспозиции склонов, и многие межандийские долины и котловины, находящиеся в дождевой тени, могут использоваться для земледелия лишь при условии искусственного орошения. В зоне эляда осадки часто выпадают в виде снега и града. В зоне фриа в конце лета обычно после солнечного тёплого дня разражаются время от времени грозы с градом, который причиняет большой ущерб полям. Зимой в горах стоит обычно прохладная сухая и ясная погода. В июне и в июле по ночам бывают морозы, особенно сильные в конце июня. В Перу их называют
морозами Сан Хуан, так как 24 июня празднуется день Святого Хуана (Иванов день). Зима в высоких зонах Сьерры обычно ветреная, наиболее сильные ветры дуют в июле и в августе, то есть в самое сухое время года. Они ещё больше иссушают почву и вызывают её эрозию.
Среднегодовые показатели в некоторых населённых пунктах:
- Чачапояс; 2435 метров над уровнем моря; среднегодовая температура 15,3 °C; среднегодовая норма осадков 796 мм, климат типа Cwb.
- Куско; 3249 метров над уровнем моря; среднегодовая температура 12,5 °C; среднегодовая норма осадков 736 мм, климат тип Cwb[25].

| Высота над уровнем моря, м | Экорегионы   | Среднегодовая температура | Среднегодовое количество осадков |
| -------------------------- | ------------ | ------------------------- | -------------------------------- |
| от 3000 до 4000            | Кечуа и Суни | 13 °C                     | 700 мм                           |

Климатограмма:
| Показатель                            | Янв.  | Фев.  | Март  | Апр. | Май  | Июнь | Июль  | Авг.  | Сен. | Окт. | Нояб. | Дек.  | Год   |
| ------------------------------------- | ----- | ----- | ----- | ---- | ---- | ---- | ----- | ----- | ---- | ---- | ----- | ----- | ----- |
| Абсолютный максимум, °C               | 27,8  | 27,2  | 26,1  | 26,1 | 28,9 | 25,0 | 25,0  | 25,0  | 27,2 | 28,9 | 27,8  | 30,0  | 30,0  |
| Средний суточный максимум, °C         | 18,8  | 18,8  | 19,1  | 19,7 | 19,7 | 19,4 | 19,2  | 19,9  | 20,1 | 20,9 | 20,6  | 20,8  | 19,75 |
| Средняя температура, °C               | 13,8  | 13,8  | 13,7  | 13,2 | 11,9 | 11,1 | 10,6  | 11,9  | 13,1 | 14,3 | 14,6  | 14,1  | 13    |
| Средний суточный минимум, °C          | 6,6   | 6,6   | 6,3   | 5,1  | 2,7  | 0,5  | 0,2   | 1,7   | 4,0  | 5,5  | 6,0   | 6,5   | 4,31  |
| Абсолютный минимум, °C                | 1,1   | 2,2   | 1,7   | −3,9 | −4,4 | −8,5 | −13,9 | −10,6 | −7,3 | −6,4 | −4,1  | 0,0   | −8,9  |
| Среднее число солнечных часов в месяц | 143   | 121   | 170   | 210  | 239  | 228  | 257   | 236   | 195  | 198  | 195   | 158   | 2350  |
| Норма осадков, мм                     | 145,3 | 133,7 | 107,0 | 43,2 | 8,7  | 1,5  | 4,0   | 8,6   | 21,8 | 39,4 | 71,9  | 122,7 | 707,8 |
| Средняя влажность, %                  | 64    | 66    | 65    | 61   | 55   | 48   | 47    | 46    | 51   | 51   | 52    | 59    | 55,4  |

### Холодный тундровый климат
Сильный дождь и туман или дымка летом (январь — май). Сухие, холодные зимы. Влияние на формирование пастбищ и лугов.
| Высота над уровнем моря, м | Экорегионы  | Среднегодовая температура | Среднегодовое количество осадков |
| -------------------------- | ----------- | ------------------------- | -------------------------------- |
| от 4000 до 5000            | Суни и Пуна | 5 °C                      | 700 мм                           |

Климатограмма:
| Показатель                                                                                       | Янв. | Фев. | Март | Апр. | Май  | Июнь  | Июль  | Авг.  | Сен. | Окт. | Нояб. | Дек. | Год   |
| ------------------------------------------------------------------------------------------------ | ---- | ---- | ---- | ---- | ---- | ----- | ----- | ----- | ---- | ---- | ----- | ---- | ----- |
| Абсолютный максимум, °C                                                                          | 18   | 19   | 18   | 18   | 17   | 17    | 19    | 19    | 20   | 21   | 21    | 20   | 21    |
| Средний суточный максимум, °C                                                                    | 15,3 | 14,9 | 15   | 15   | 14,1 | 13,3  | 12,8  | 14    | 14,8 | 16,1 | 16,4  | 16   | 14,8  |
| Средняя температура, °C                                                                          | 8,65 | 8,65 | 7,05 | 6    | 3,55 | 0,3   | −0,25 | 1,1   | 3,4  | 6,55 | 8,1   | 6,7  | 5     |
| Средний суточный минимум, °C                                                                     | 2    | 2,4  | −0,9 | −3   | −7   | −12,7 | −13,3 | −11,8 | −8   | −3   | −0,2  | 2,6  | −4,4  |
| Абсолютный минимум, °C                                                                           | −8   | −6   | −10  | −15  | −19  | −27,7 | −26   | −25   | −18  | −13  | −10   | −9   | −27,7 |
| Среднее число дней с осадками                                                                    | 18   | 15   | 13   | 8    | 3    | 2     | 2     | 4     | 6    | 9    | 10    | 15   | 105   |
| Норма осадков, мм                                                                                | 124  | 90,4 | 80,6 | 30   | 9,3  | 9     | 6,2   | 21,7  | 24   | 40,3 | 48    | 83,7 | 567,2 |
| Источник: Senamhi (http://www.senamhi.gob.pe/include_mapas/_dat_esta_tipo.php?estaciones=000878) |      |      |      |      |      |       |       |       |      |      |       |      |       |

### Арктический климат
Характеризуется наличием ледников и вечных снегов, покрывающих вершины гор. Сильная инсоляция в течение года. Очень сухой климат.
| Высота над уровнем моря, м | Экорегионы   | Среднегодовая температура |
| -------------------------- | ------------ | ------------------------- |
| от 5000 до 6768            | Пуна и Ханка | 0 °C                      |

Климатограмма:
| Показатель                    | Янв. | Фев. | Март | Апр. | Май  | Июнь  | Июль  | Авг.  | Сен. | Окт. | Нояб. | Дек. | Год  |
| ----------------------------- | ---- | ---- | ---- | ---- | ---- | ----- | ----- | ----- | ---- | ---- | ----- | ---- | ---- |
| Средний суточный максимум, °C | 8,3  | 7,7  | 8,0  | 8,6  | 8,5  | 8,2   | 8,2   | 9,6   | 9,6  | 11,0 | 10,3  | 8,7  | 8,9  |
| Средняя температура, °C       | 2,6  | 2,5  | 2,4  | 1,7  | 0,5  | −1,7  | −1,5  | −0,4  | 1,3  | 2,5  | 2,4   | 2,7  | 1,3  |
| Средний суточный минимум, °C  | −3,1 | −2,6 | −3,2 | −5,1 | −7,5 | −11,6 | −11,2 | −10,3 | −7   | −5,9 | −5,5  | −3,3 | −6,4 |
| Норма осадков, мм             | 135  | 113  | 106  | 50   | 19   | 7     | 6     | 15    | 34   | 51   | 67    | 104  | 707  |
| Источник:                     |      |      |      |      |      |       |       |       |      |      |       |      |      |

## Восточные низменности (Сельва)

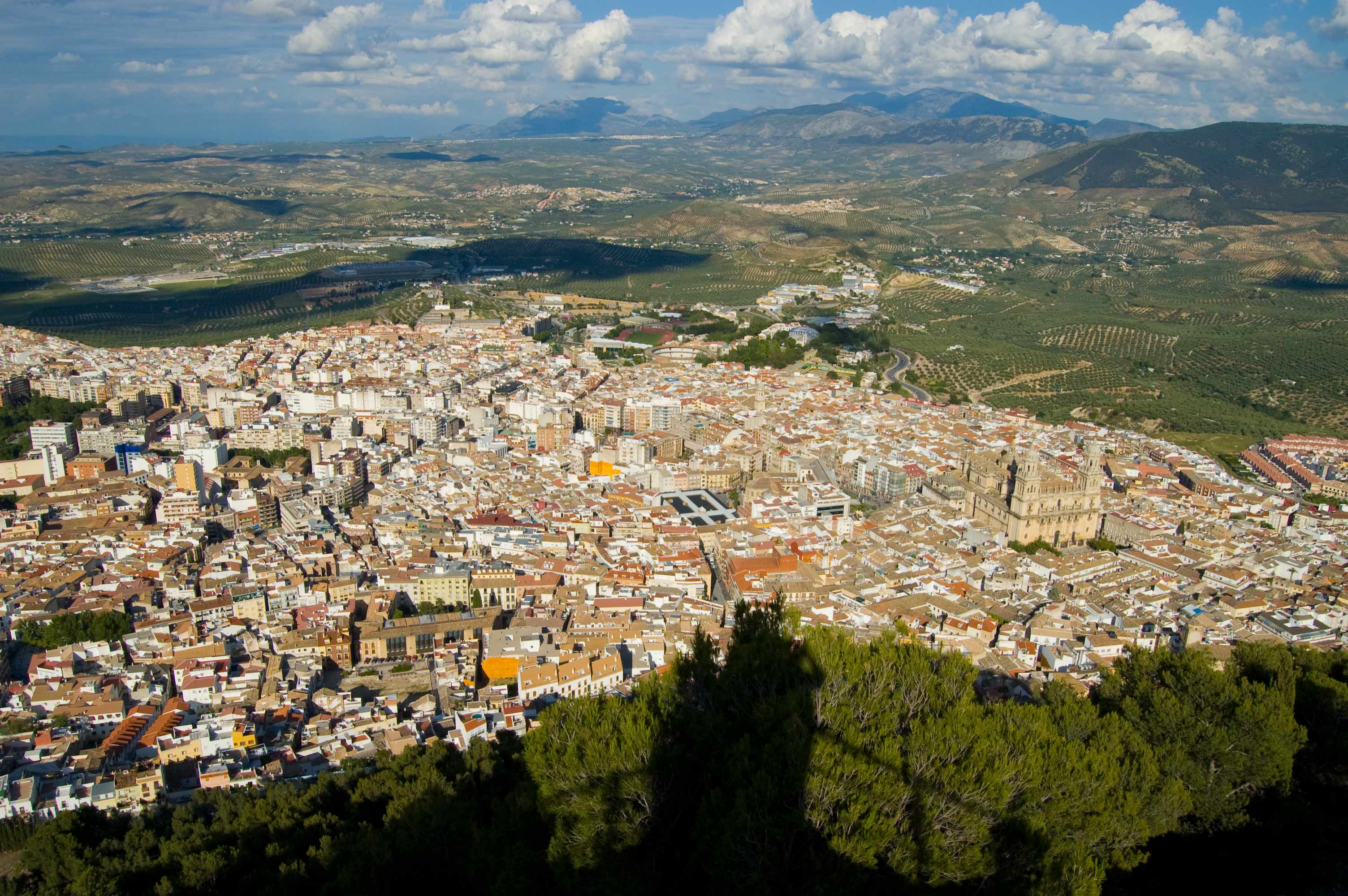
Вид на Хаэн

Восточные низменности (сельва) характеризуются экваториальным климатом, который питает дождевые леса Амазонии. Климат этого региона жаркий и дождливый большую часть года. Температура колеблется между 18—36 °C большую часть года, а количество осадков колеблется от 1000 до 4000 мм в год. К югу от 8° ю. ш., между июнем и августом происходит короткий сухой сезон. Иногда холодные фронты из Аргентины могут снизить температуру до 10—15 °С. Это случается 1—5 раз в год в период с мая по сентябрь.
Климат нижних склонов Анд мало отличается от климата низменных областей Восточного Перу. В северной части Сельвй господствует экваториальный климат и сезонные различия в количестве осадков и температурах очень малы. В Икитосе, например, средняя температура февраля (самый теплый месяц) — 25,7°, а средняя температура июля (самый холодный месяц) — 23,4°. Осадков за год выпадает 2623 мм, в том числе около 45 % в период с апреля по сентябрь включительно. В южной части Сельвы зимний минимум осадков выражен более отчетливо, чем на севере, и сезонные колебания температуры несколько больше — разность средних температур самого жаркого и самого холодного месяца здесь достигает 4—5°. Осадки по всей Сельве выпадают обычно в виде ливней, сопровождающихся сильными порывами ветра, яркими вспышками молний и мощными раскатами грома.
Среднегодовые показатели в некоторых населённых пунктах:
- Икитос; 126 м над уровнем моря, среднегодовая температура 26,2 °C; среднегодовая норма осадков 2,853 мм, тип климата Af.
- Юримагуас; 184 метра над уровнем моря; среднегодовая температура 26,9 °C; среднегодовая норма осадков 2,047 мм, тип климата Af[25].

### Теплый влажный климат (влажный тропический)
К югу от 12-й параллели в период с мая по декабрь наблюдаются внезапные падения температуры в результате проникновения потоков холодного воздуха из Южной Атлантики.
| Экорегион   | Среднегодовая температура | Среднегодовое количество осадков |
| ----------- | ------------------------- | -------------------------------- |
| Сельва-Баха | Выше 25 °C                | 2000 мм                          |

Климатограмма:
| Показатель | Янв.  | Фев.  | Март  | Апр.  | Май   | Июнь | Июль | Авг. | Сен. | Окт.  | Нояб. | Дек.  | Год  |
| --- | ----- | ----- | ----- | ----- | ----- | ---- | ---- | ---- | ---- | ----- | ----- | ----- | ---- |
| Абсолютный максимум, °C | 36,7  | 36,0  | 36,5  | 36,6  | 37,0  | 38,7 | 39,2 | 40   | 42   | 41    | 40    | 39,5  | 42   |
| Средний суточный максимум, °C | 30,9  | 30,7  | 31,0  | 30,7  | 29,8  | 29,0 | 29,6 | 31,2 | 32,0 | 32,0  | 31,6  | 31,1  | 30,8 |
| Средняя температура, °C | 26,2  | 26    | 26    | 25,5  | 24,3  | 23,2 | 23,2 | 24,5 | 25,4 | 26,2  | 26,4  | 26,2  | 25,3 |
| Средний суточный минимум, °C | 21,4  | 21,2  | 20,9  | 20,3  | 18,8  | 17,4 | 16,8 | 17,8 | 18,8 | 20,4  | 21,1  | 21,3  | 19,7 |
| Абсолютный минимум, °C | 15,0  | 14,0  | 13,0  | 11,5  | 7,0   | 7,0  | 4,5  | 7,4  | 4,7  | 13,0  | 13,0  | 15,5  | 4,5  |
| Норма осадков, мм | 342,6 | 333,4 | 274,9 | 154,2 | 105,5 | 57,6 | 56,8 | 63,3 | 98,1 | 164,4 | 236,9 | 279,3 | 2167 |
| Средняя влажность, % | 78    | 80    | 79    | 78,5  | 76    | 74   | 70   | 71   | 73,5 | 75    | 76,5  | 77    | 75,7 |
| Источник: Senamhi (http://www.senamhi.gob.pe/include_mapas/_dat_esta_tipo.php?estaciones=000775) Climate-data.org (http://es.climate-data.org/location/27856/) |       |       |       |       |       |      |      |      |      |       |       |       |      |

### Очень влажный субтропический климат
На дне некоторых долин температура может подниматься выше 25 °C. Наибольшее количество осадков зафиксировано в Кинсе Миль (Куско).
Климатограмма:
| Показатель | Янв.   | Фев.  | Март  | Апр.  | Май   | Июнь  | Июль  | Авг.  | Сен.  | Окт.  | Нояб. | Дек.  | Год    |
| --- | ------ | ----- | ----- | ----- | ----- | ----- | ----- | ----- | ----- | ----- | ----- | ----- | ------ |
| Средний суточный максимум, °C | 28     | 27,5  | 28,6  | 27,7  | 26,4  | 25,3  | 25,1  | 27    | 28,5  | 28,8  | 28,6  | 27,8  | 27,4   |
| Средняя температура, °C | 23,5   | 23,15 | 23,5  | 22,35 | 21,6  | 20,9  | 20,45 | 21,5  | 22,95 | 23,65 | 23,5  | 23,4  | 22,5   |
| Средний суточный минимум, °C | 19     | 18,8  | 18,4  | 17    | 16,8  | 16,5  | 15,8  | 16    | 17,4  | 18,5  | 18,4  | 19    | 17,6   |
| Среднее число дней с осадками | 27     | 26    | 25    | 20    | 15    | 16    | 15    | 12    | 14    | 22    | 22    | 26    | 240    |
| Норма осадков, мм | 1149,6 | 915,3 | 757,7 | 504,5 | 392,3 | 400,2 | 394   | 304,2 | 314,5 | 618,9 | 689   | 913,7 | 7353,9 |
| Средняя влажность, % | 86     | 88    | 88    | 87    | 89    | 90    | 86    | 82    | 84    | 86    | 88    | 87    | 86,8   |
| Источник: Senamhi (http://www.senamhi.gob.pe/include_mapas/_dat_esta_tipo.php?estaciones=000693), (http://www.met.igp.gob.pe/clima/HTML/quincemil.html) |        |       |       |       |       |       |       |       |       |       |       |       |        |

## Аномальные погодные явления

### Зима 2009 года
С апреля по июль 2009 года, необычно холодная погода привела к гибели более 100 детей в возрасте до пяти лет. В июне насчитывалось 50 000 больных острыми респираторными инфекциями и 4851 человек с пневмонией. В период с середины апреля по середину июня погиб 61 ребёнок. Фонд народонаселения ООН сообщил о более 13 500 случаев пневмонии, и более 60 000 случаев респираторных инфекций. Адвентистское агентство помощи и развития (ADRA) раздавало одеяла и тёплую одежду. В то время как случаи пневмонии, приводящие к смерти младенцев, являются нормой для зимы, зимний сезон 2009 года был необычным, поскольку он начался на 12 недель раньше обычного. Более 80 смертей произошло в Пуно, одном из крупных городов Альтиплано в Центральных Андах. Дети, страдающие от недоедания, находятся в группе наибольшего риска в бедном южном районе Перу, где отсутствуют медицинские учреждения.
Йехуде Саймон, глава президентского кабинета министров, сообщил, что на Пуно было выделено 27 миллионов перуанских солей или 9 миллионов долларов США, и было отгружено 23 230 доз вакцины. Оскар Угарте, министр здравоохранения, сообщил, что только 234 из этих вакцин были введены. Кармен Вильдосо, министр по делам женщин, работал над разработкой программы по созданию солнечных панелей с подогревом стен в жилых домах для обеспечения отопления.
В июне директор по социальному развитию Пуно, Перси Зага Бустинза, сообщил, что будет открыт новый медицинский центр Пинайя, а также небольшая больница в Санта-Люсии. ЮНИСЕФ воззвал к принятию мер для предотвращения гибели людей в результате предсказуемых холодов. Также должны быть приняты профилактические меры, чтобы холодная погода больше не приводила к чрезвычайной ситуации. Расписание уроков было изменено, чтобы дети не выходили на улицу в самую холодную часть дня. К середине июня скот и посевы пострадали от холодной погоды на площади 92 000 га земли. В июле 2009 года президент Перу Алан Гарсия Перес объявил чрезвычайное положение в 11 районах Перу: Апуримаке, Арекипе, Аякучо, Куско, Уанкавелике, Хунине, Лиме, Мокегуа, Паско, Пуно и Такне. Ожидалось, что холодная зимняя погода завершится в сентябре.

### Режим чрезвычайной ситуации в 2010 году
В июле 2010 года правительство Перу объявило чрезвычайное положение в 16 из 24 районов Перу из-за холодов. Большинство пострадавших районов находились на юге страны, где температура упала до −24 °С. В Лиме были зафиксированы самые низкие за 38 лет температуры: 9 °С, и в ряде её отдаленных районов были приняты чрезвычайные меры. В регионе Амазонки температура упала до 9 °C. Это была пятая зарегистрированная волна похолодания в 2010 году. На юге сотни людей, почти половина из них совсем маленькие дети, умерли от болезней, связанных с простудными заболеваниями, таких как пневмония. Пострадали также бедные сельские жители, живущие на высоте более 3000 метров над уровнем моря.